# بخش خودمختار والنسیا
والنسیا یا بالنسیا یا بالنثیا (در اسپانیایی: Valencia) یکی از بخش‌های خودمختار اسپانیا است. شهر والنسیا پایتخت این بخش خودمختار در اسپانیا است.

## نگارخانه

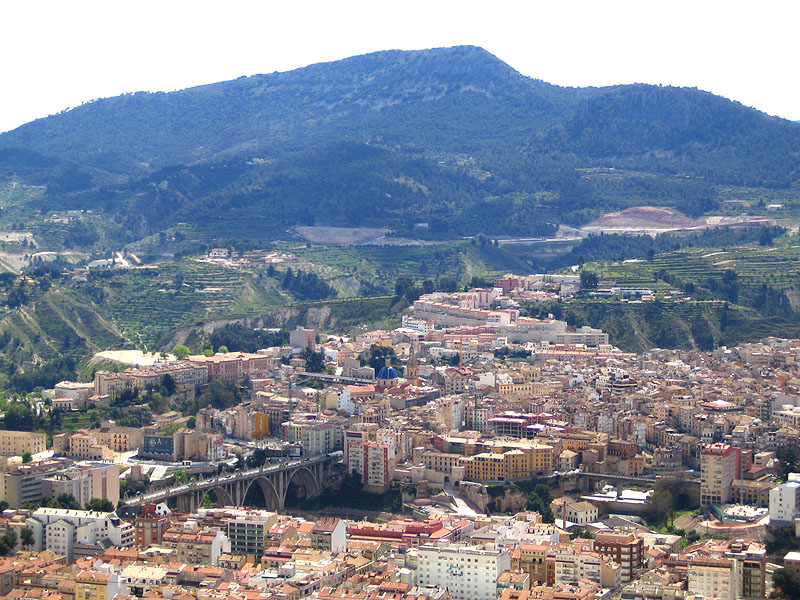
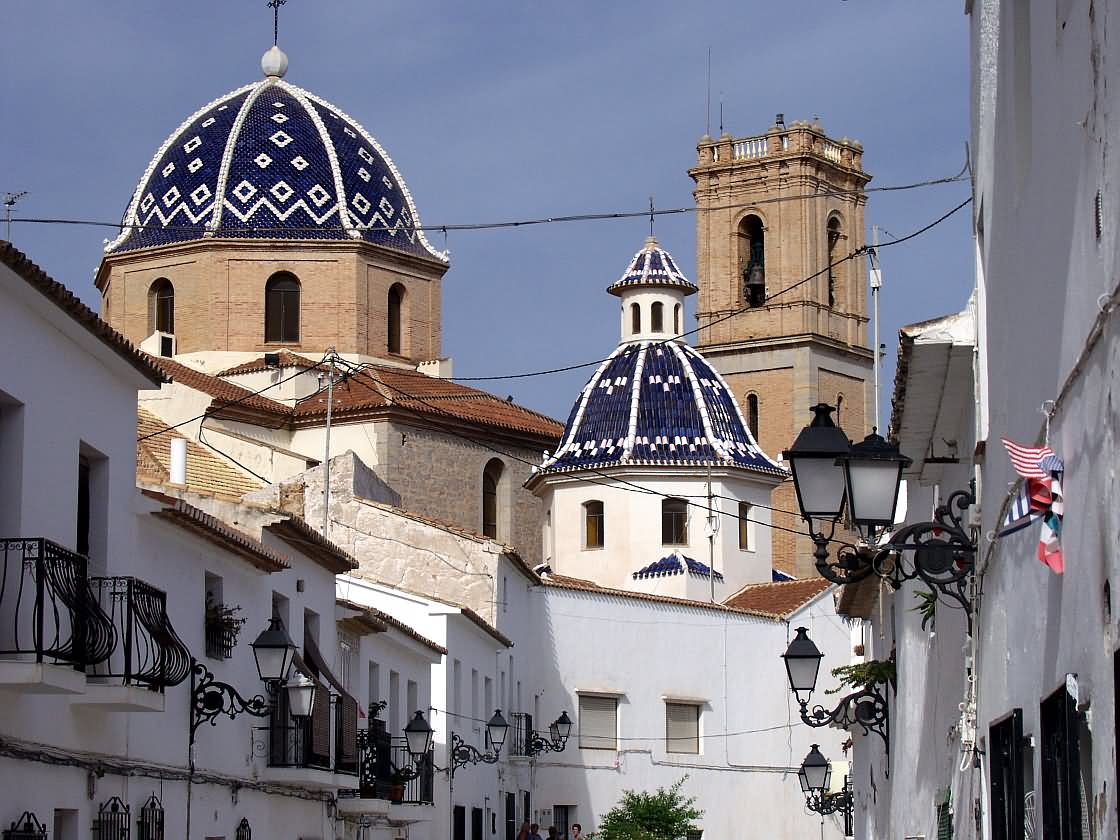
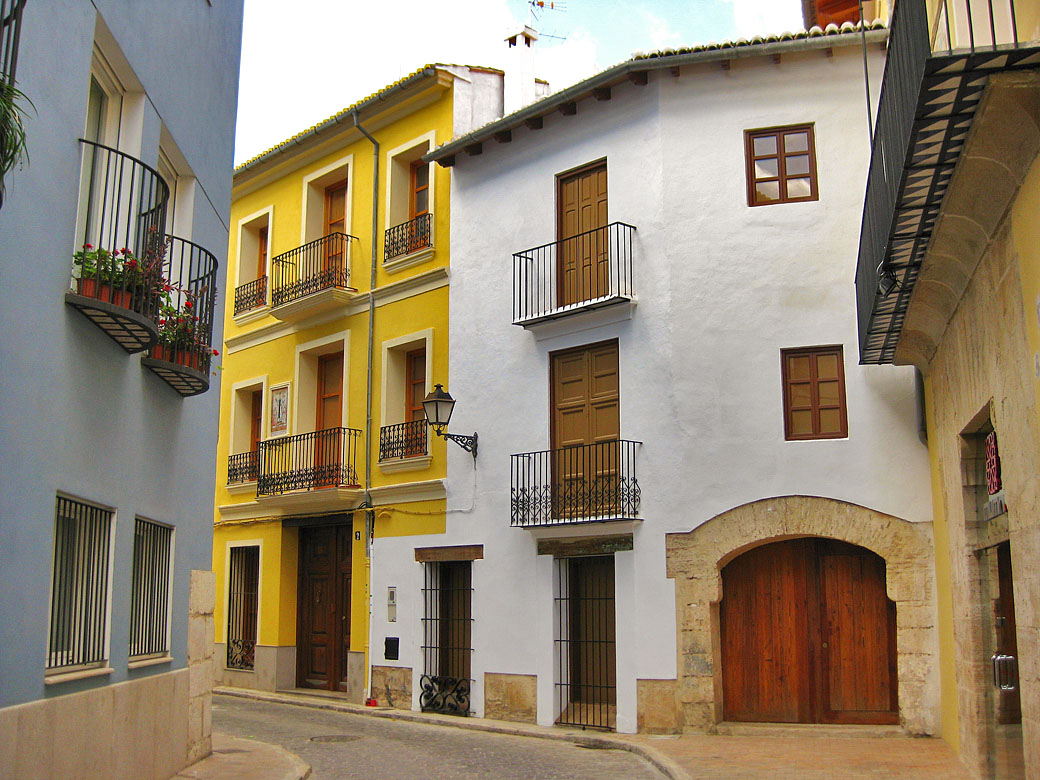
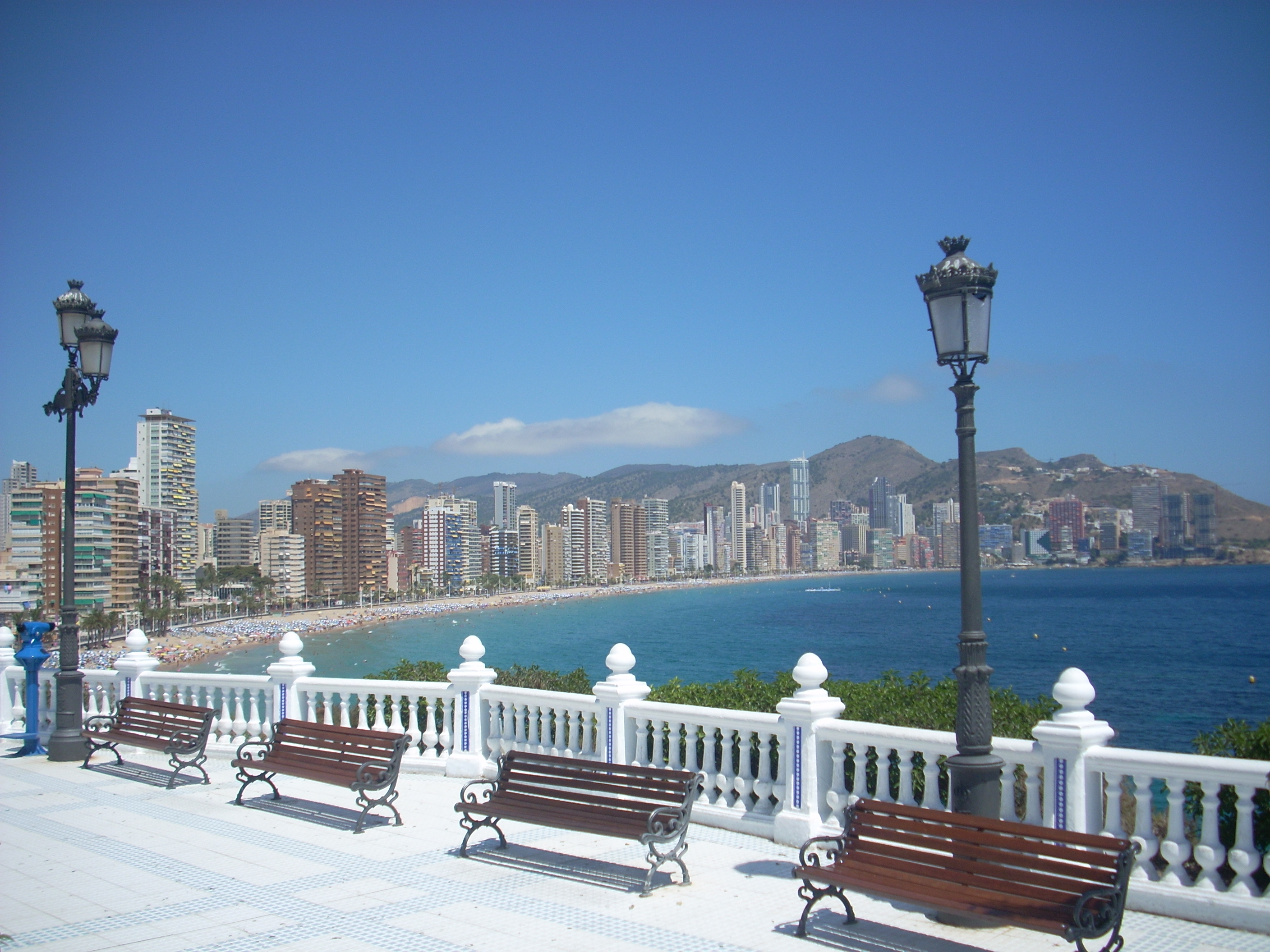
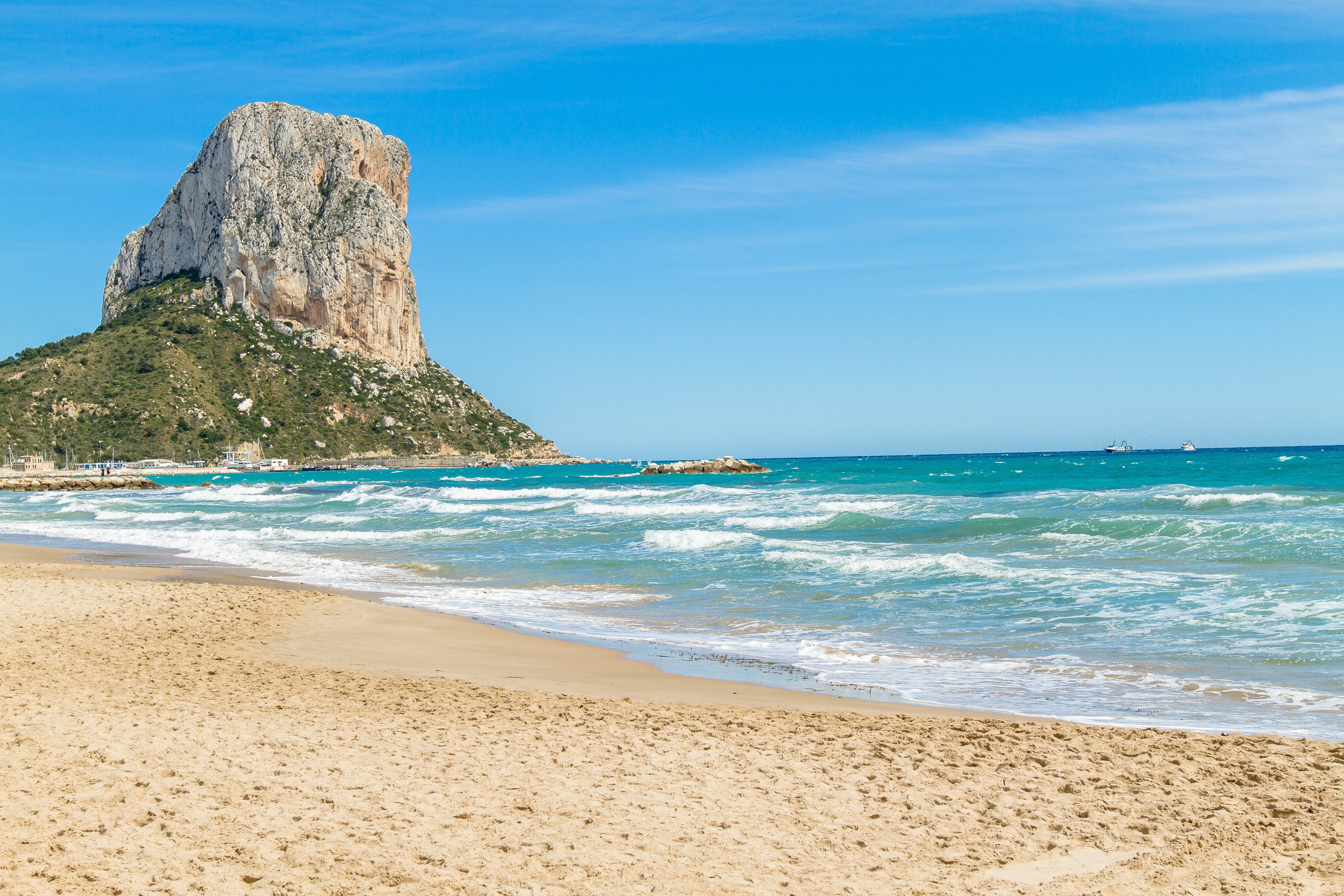
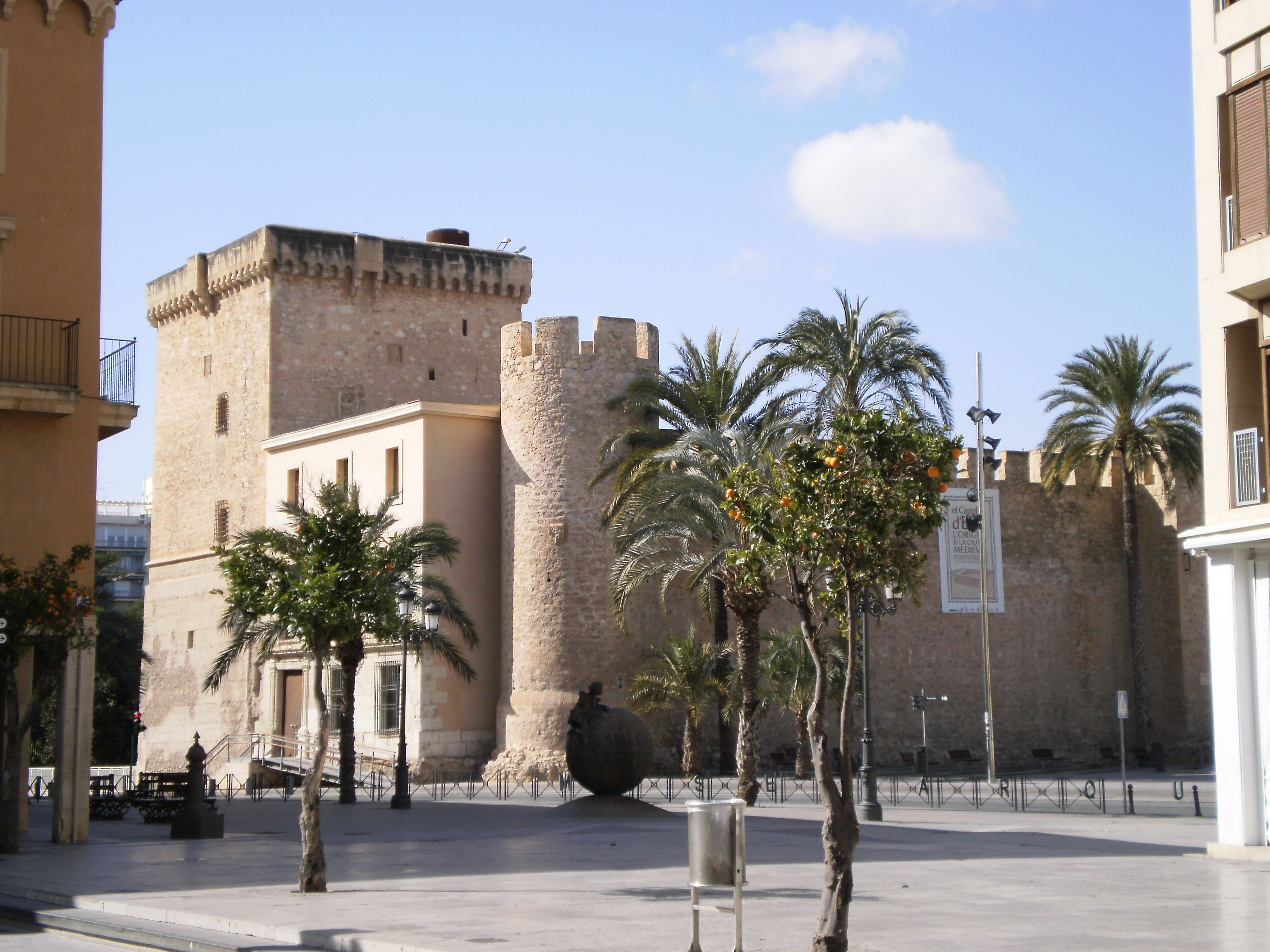
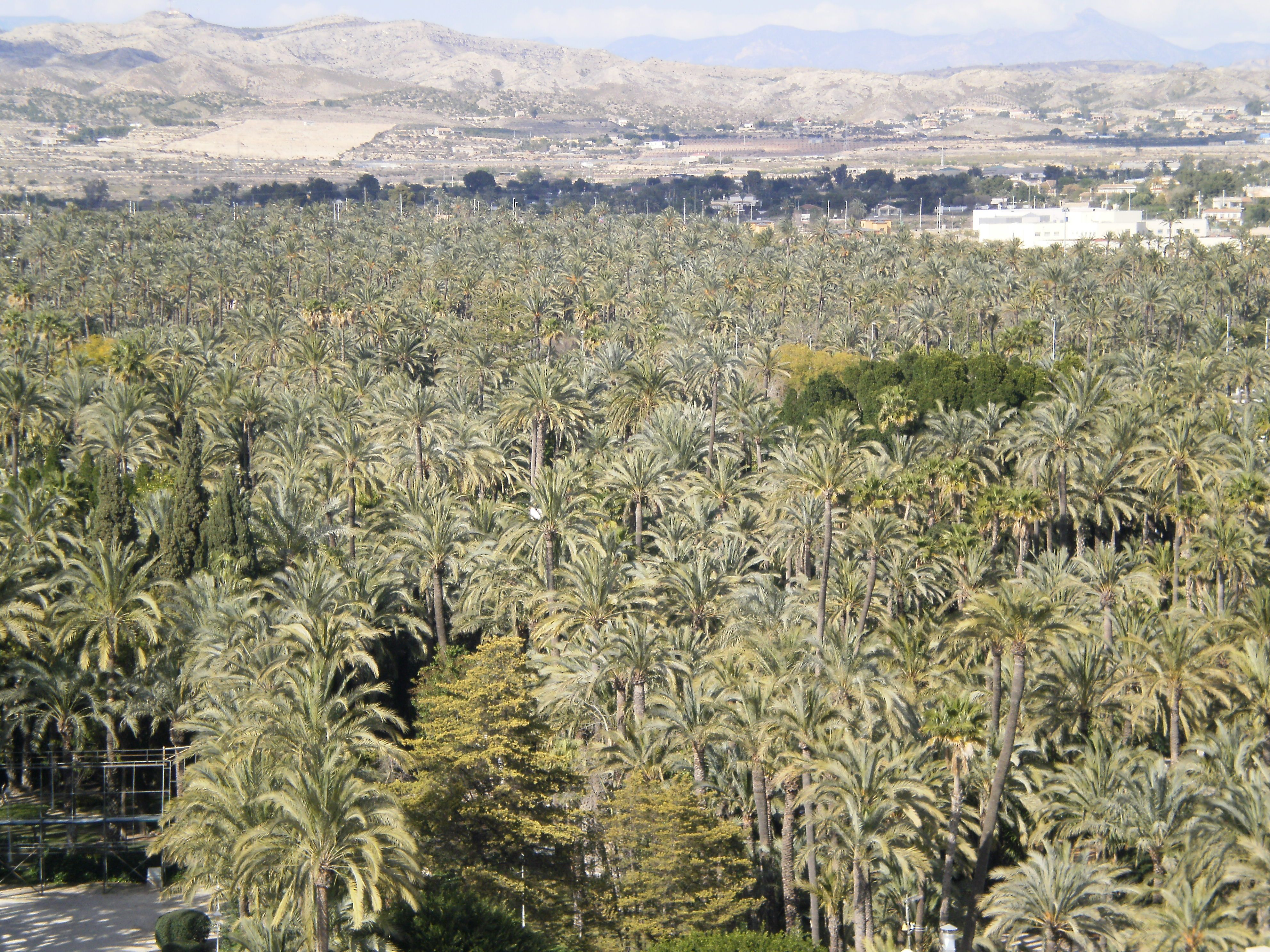
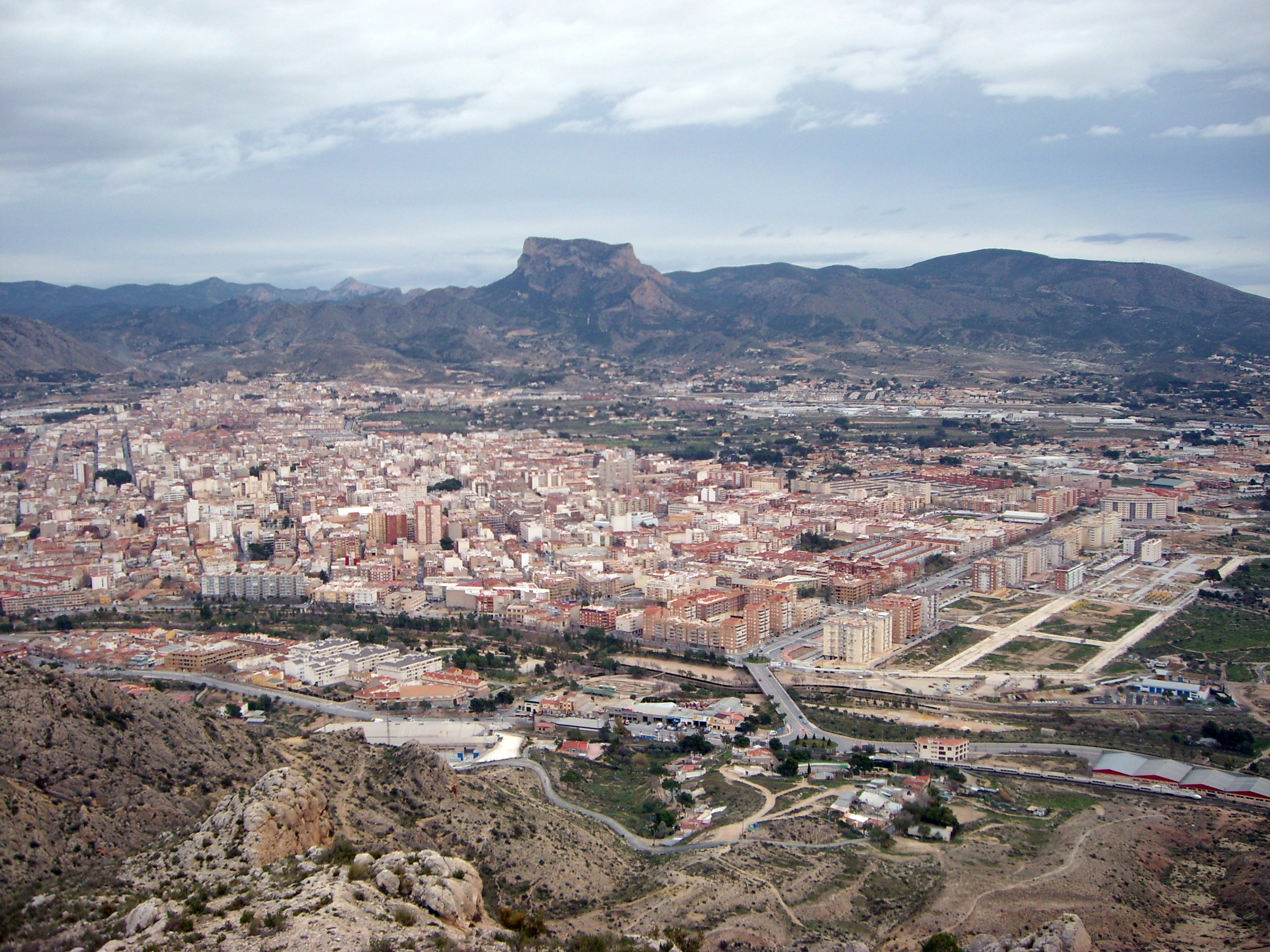
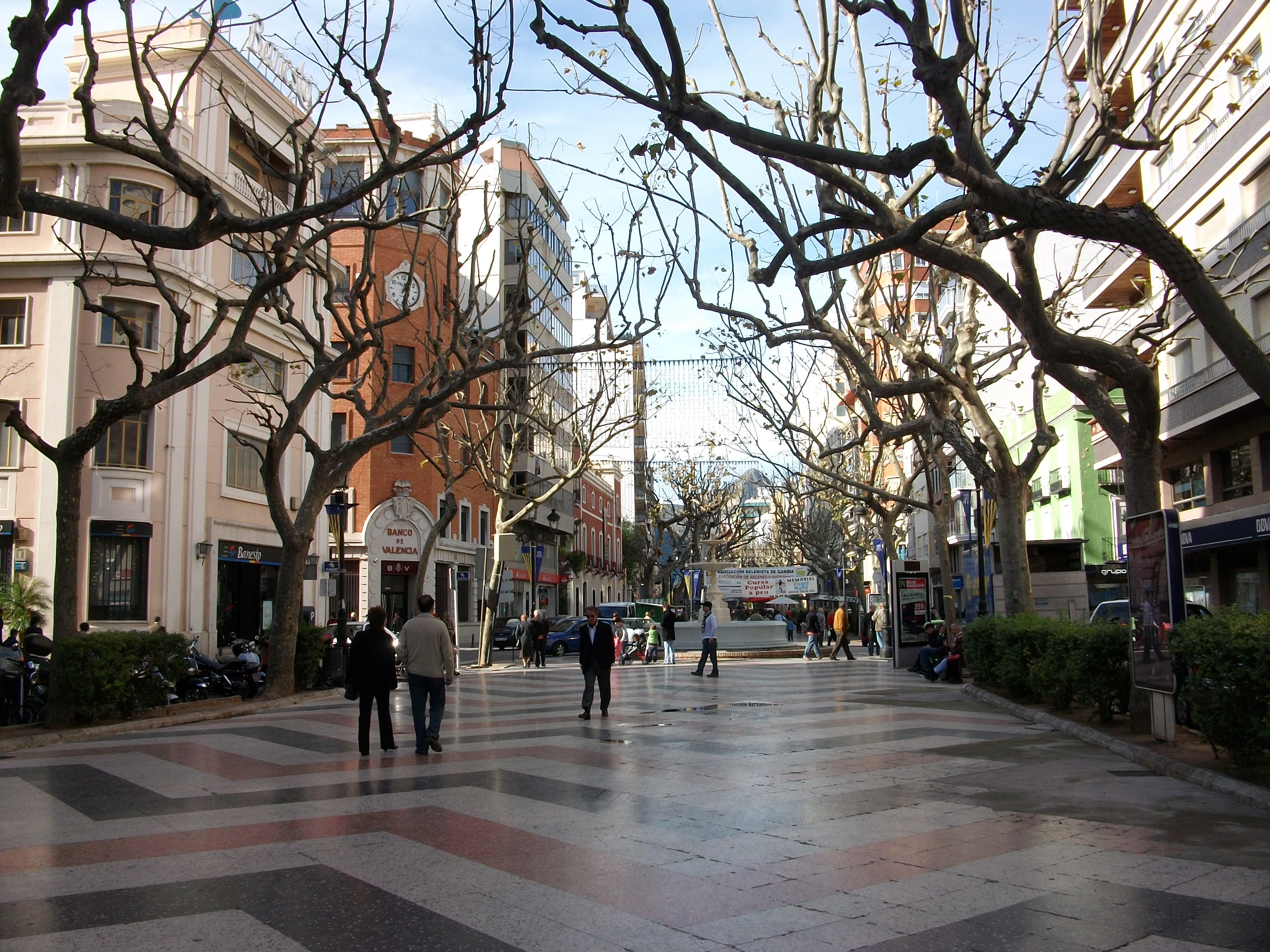
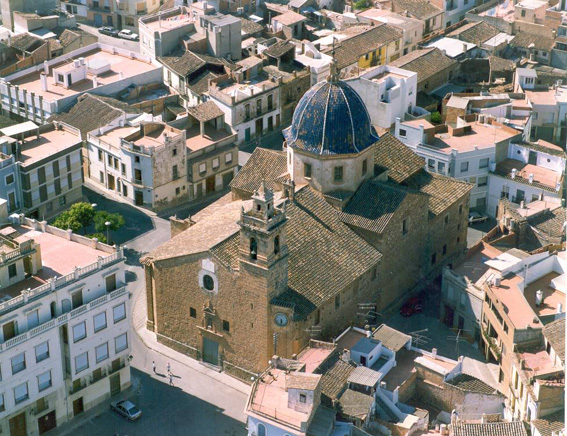
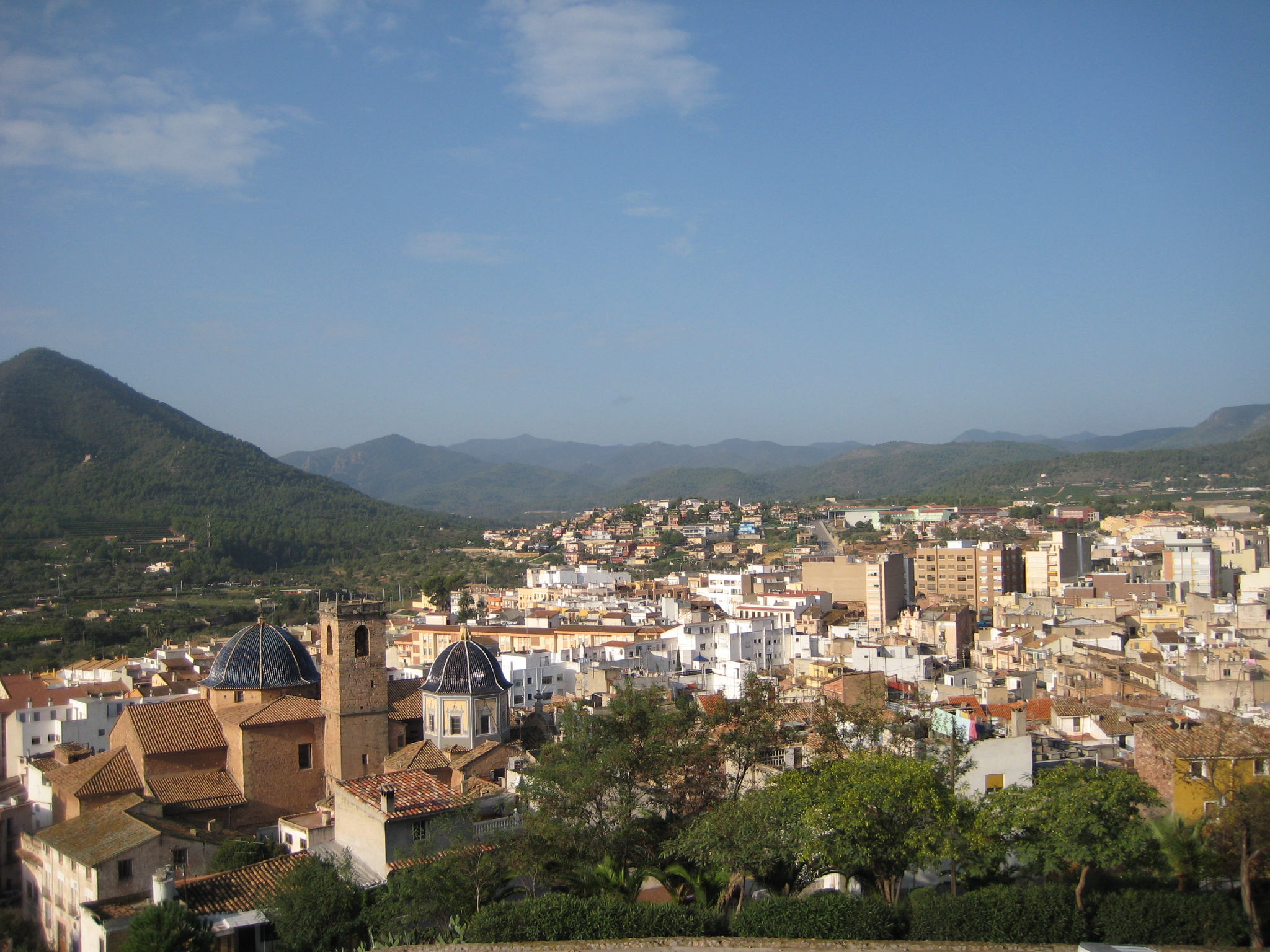
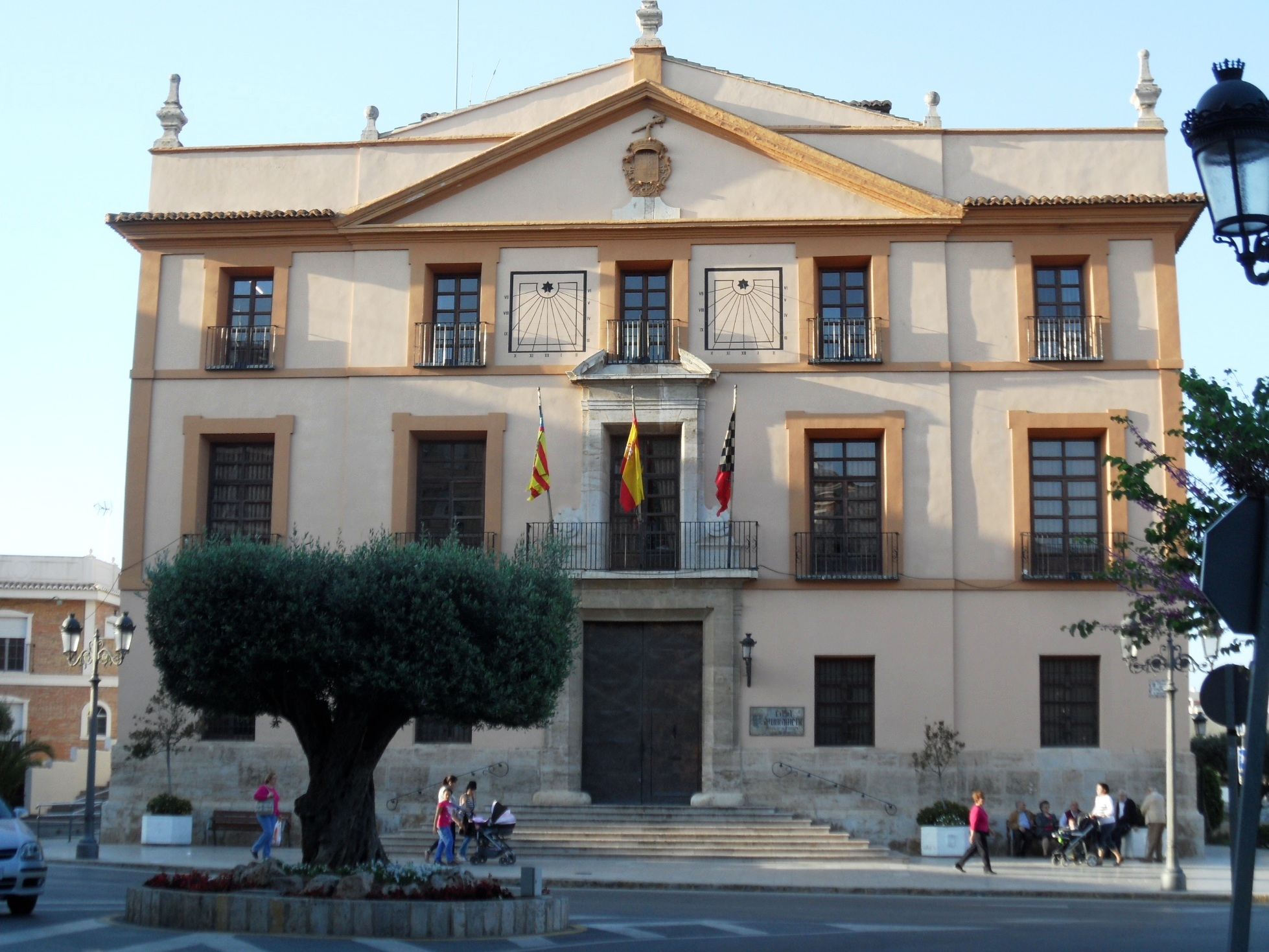
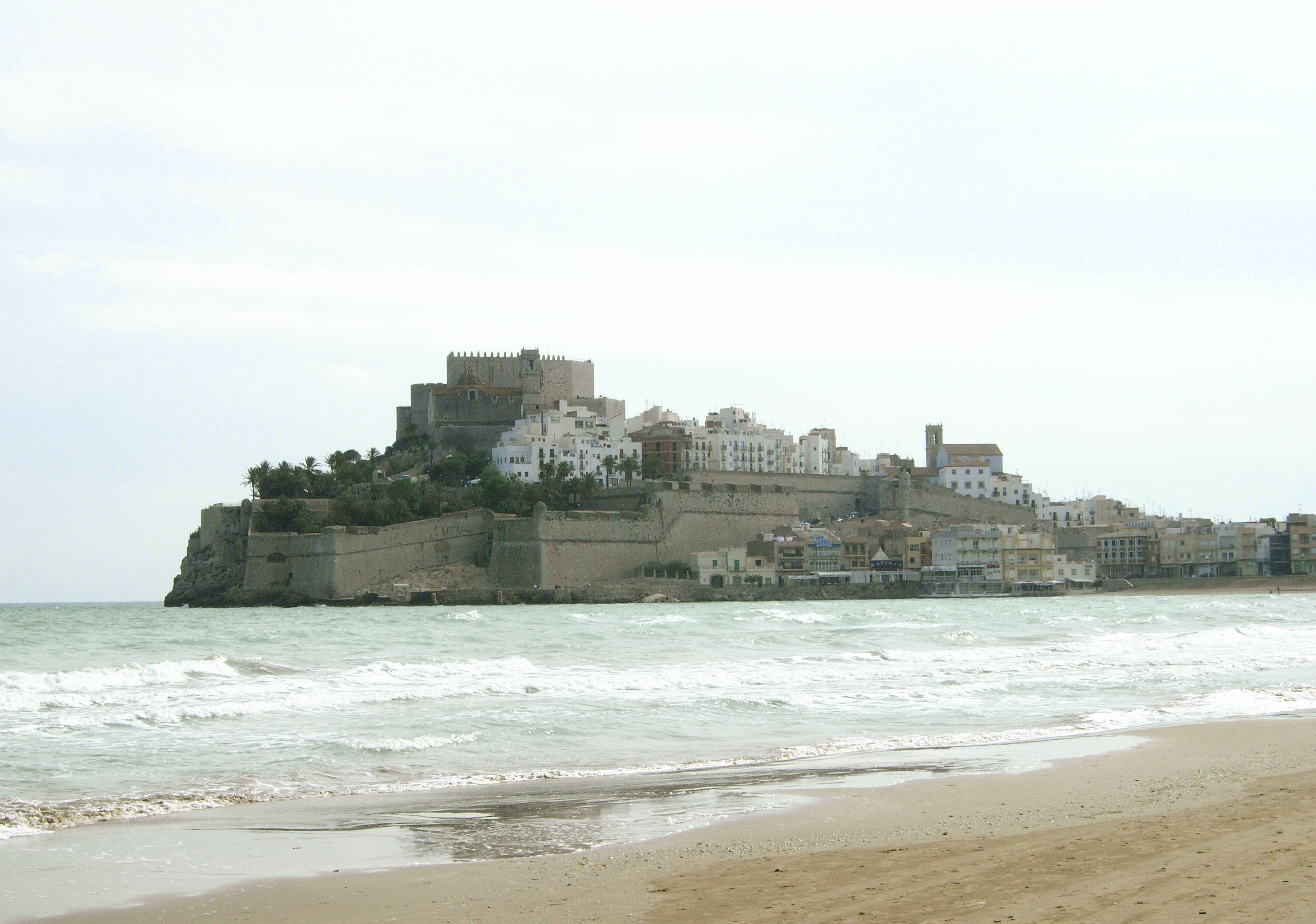
-->
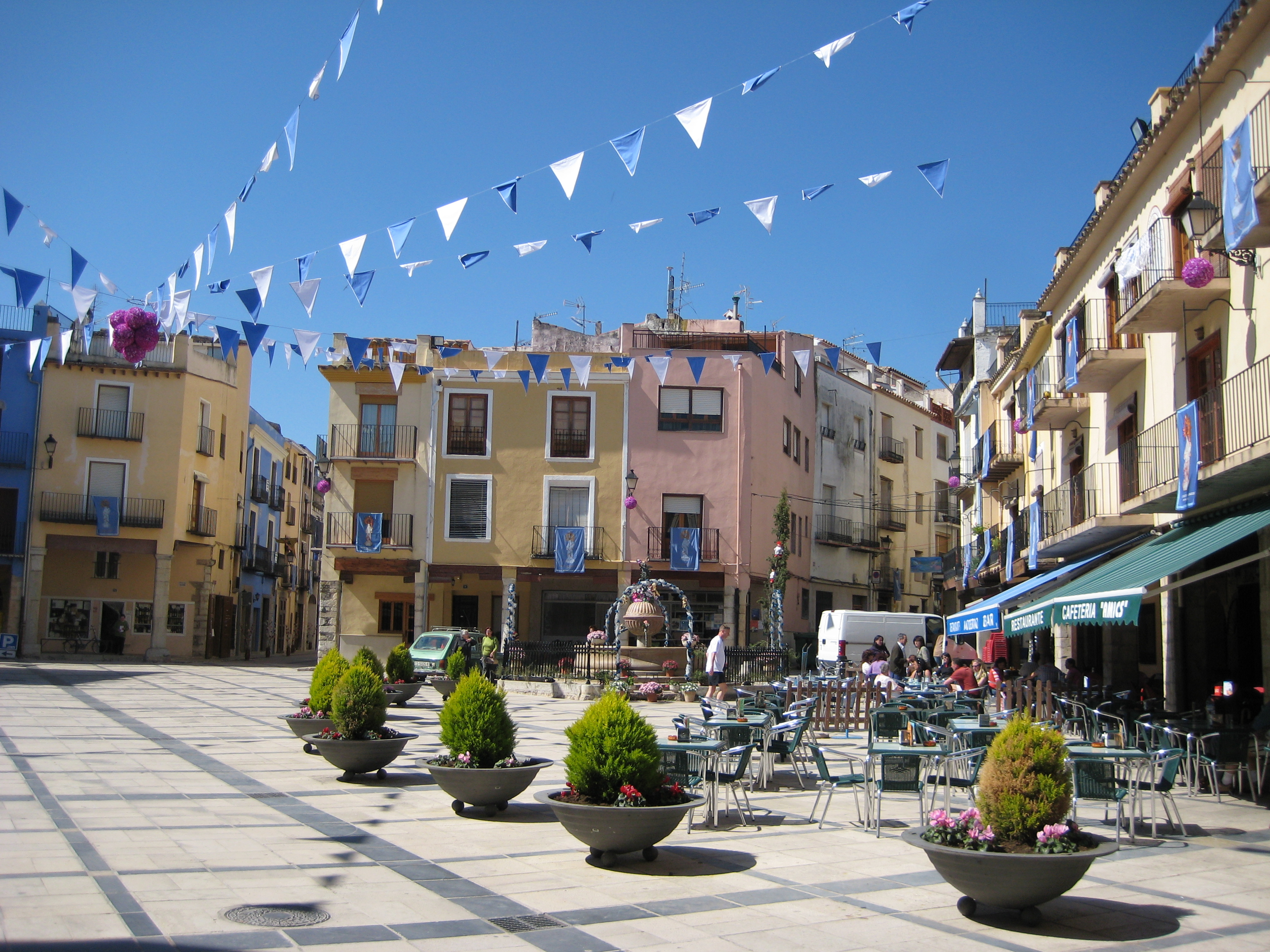
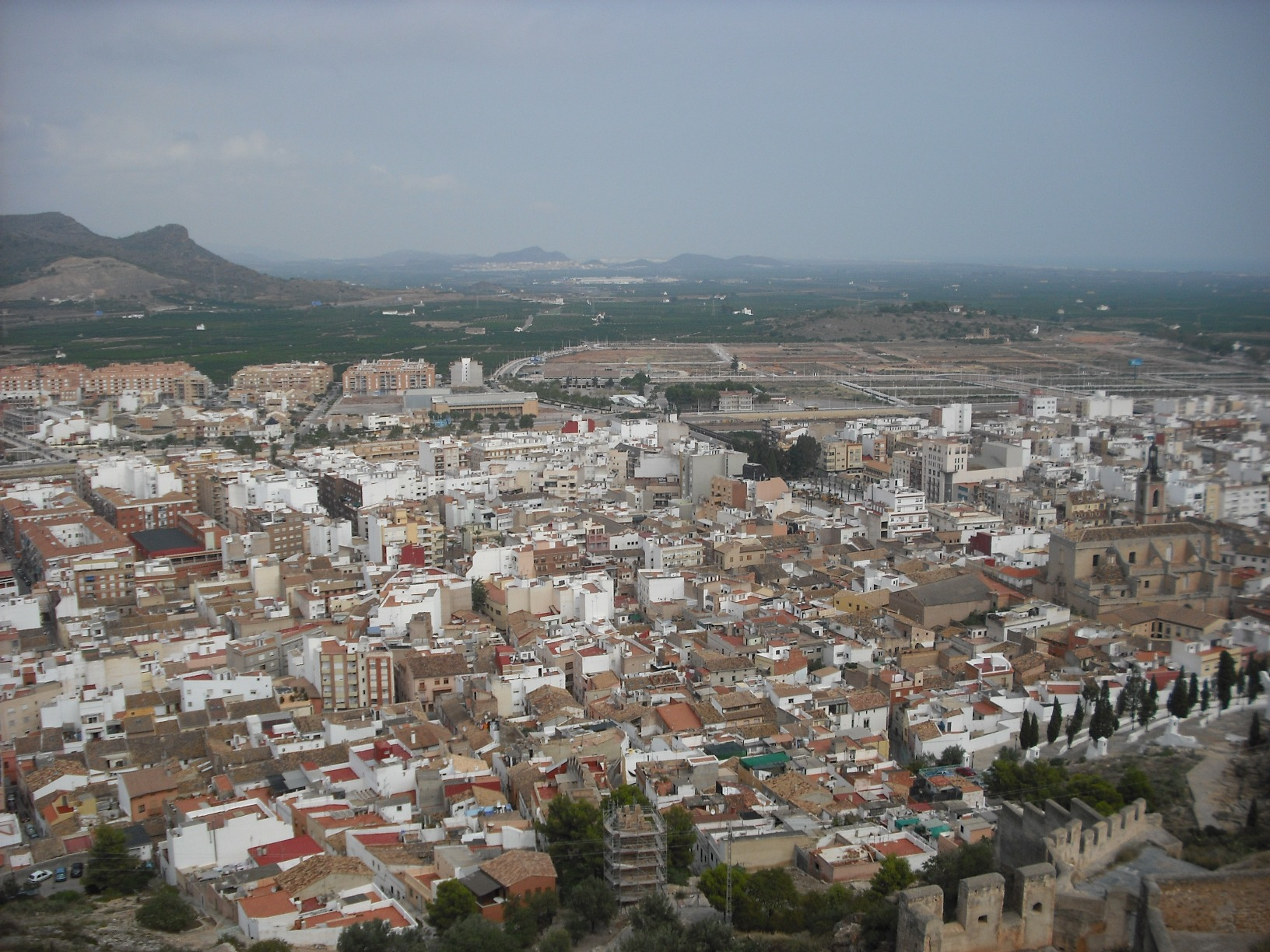
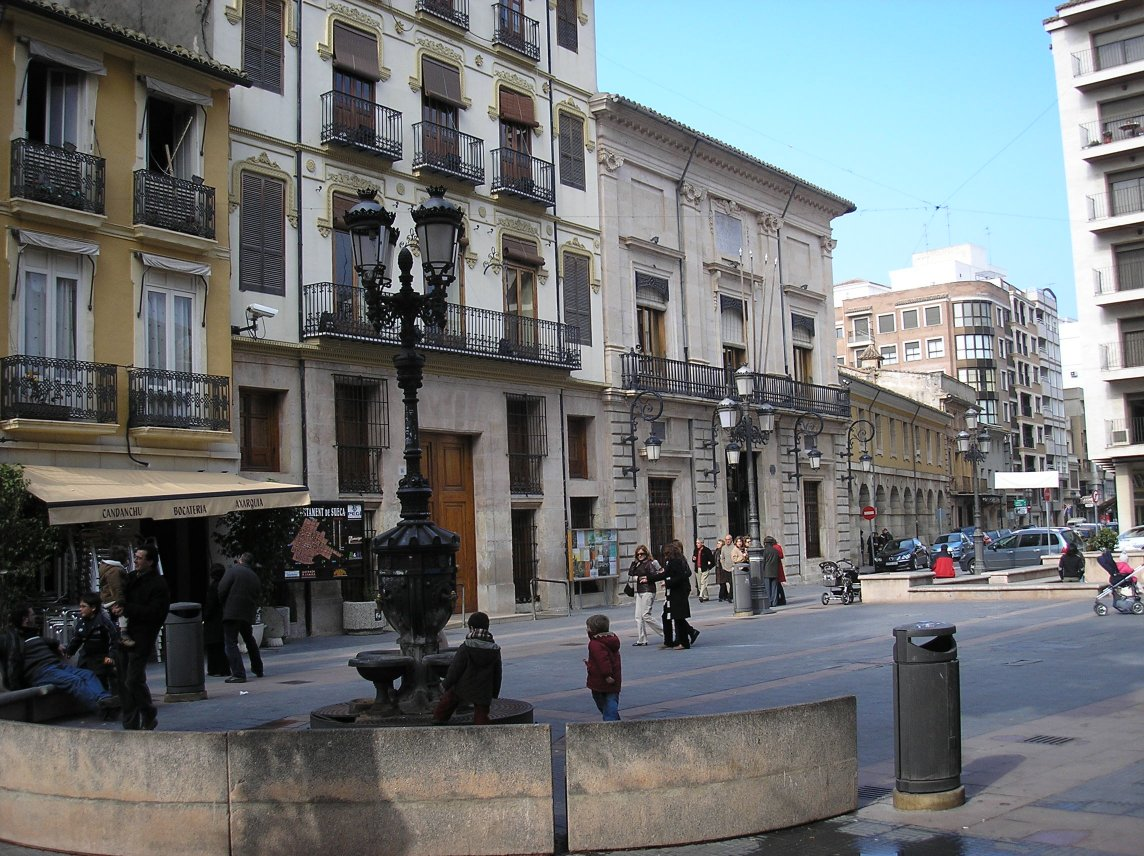
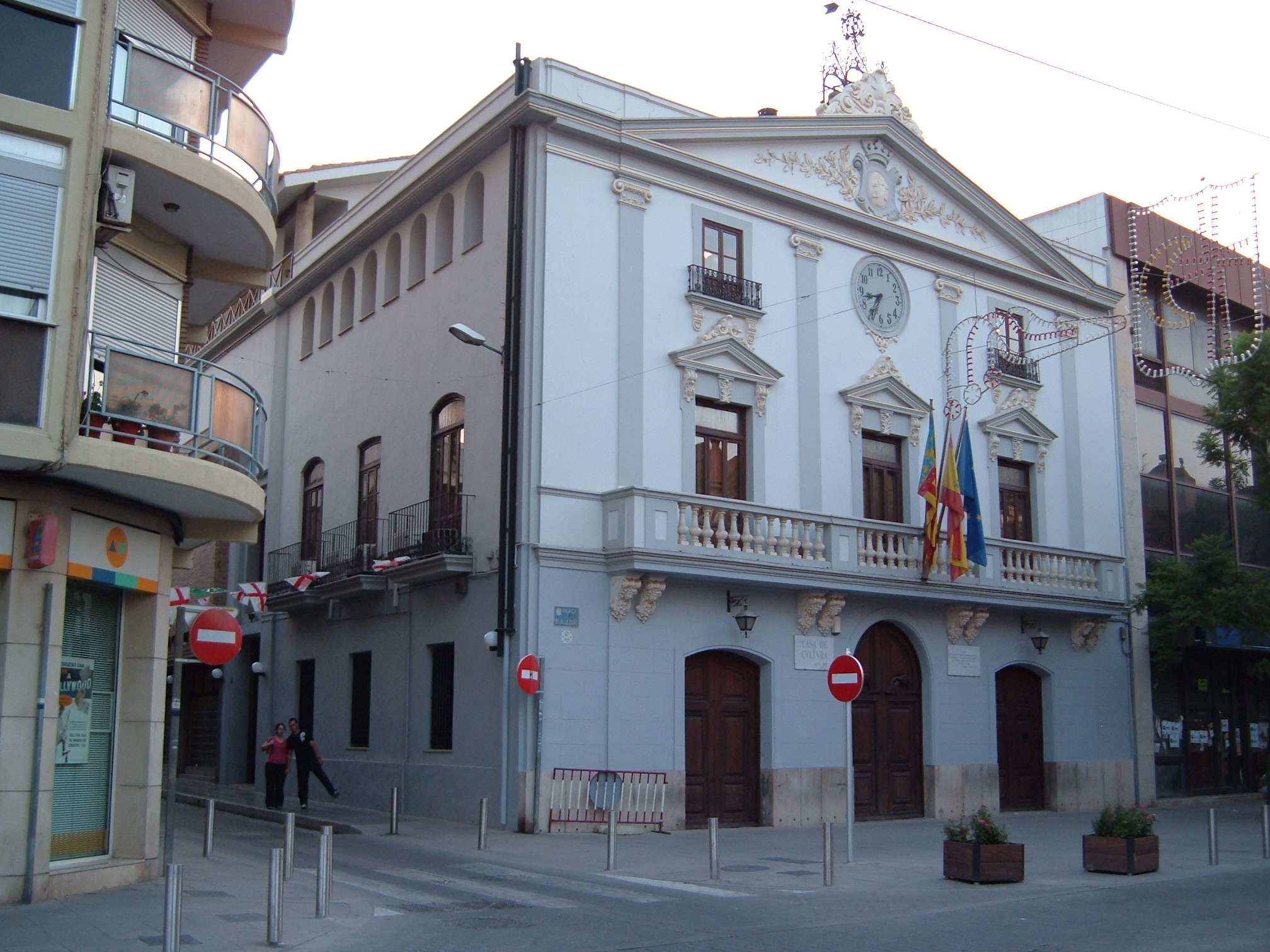
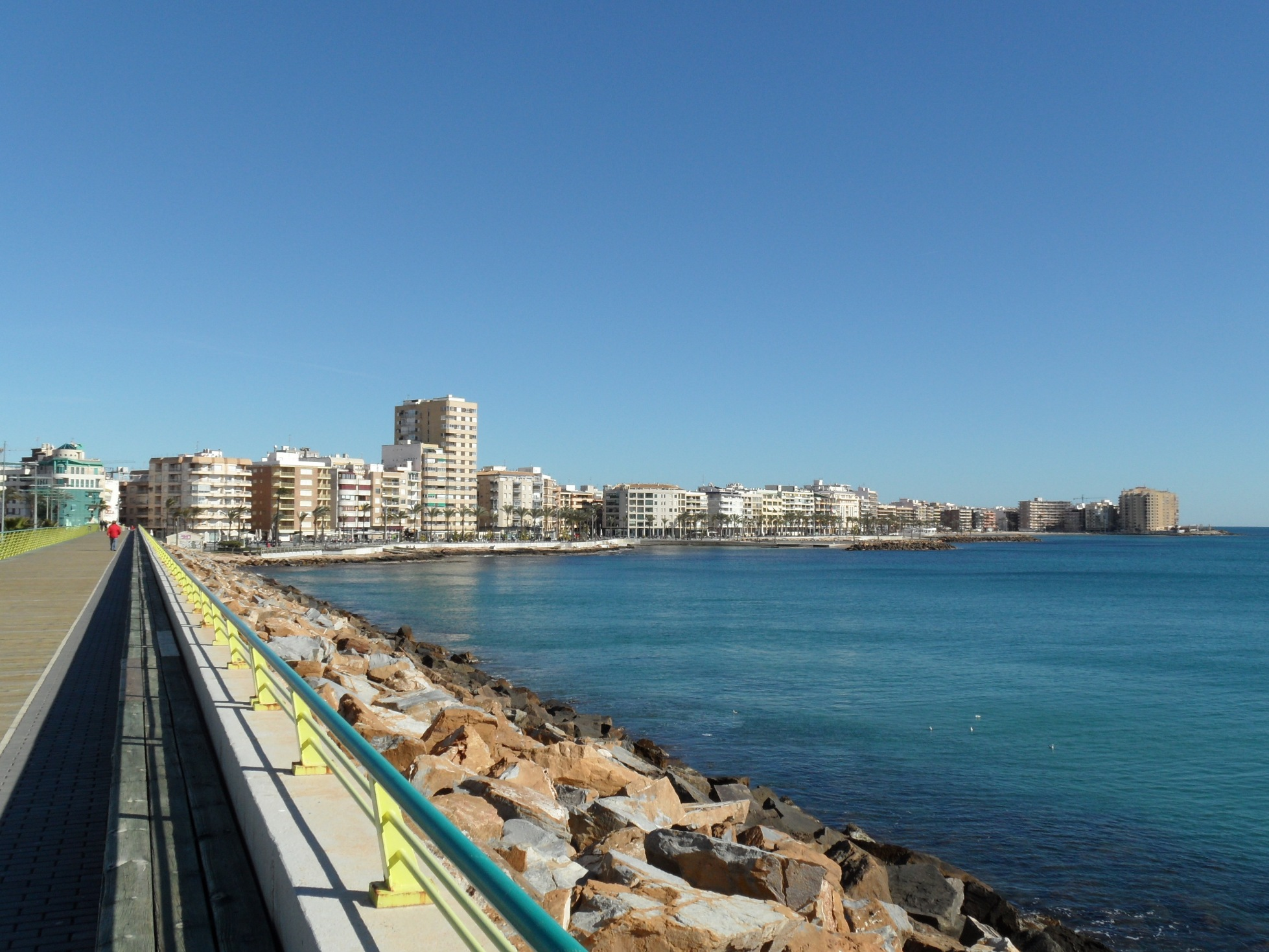
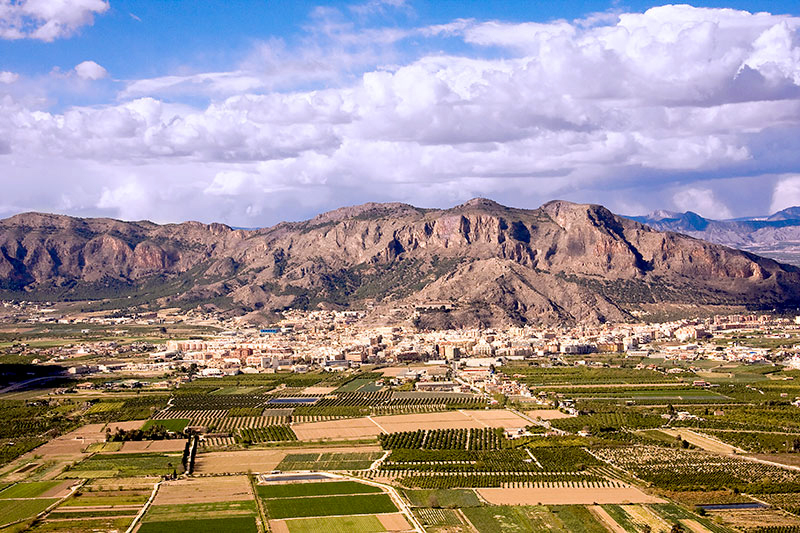
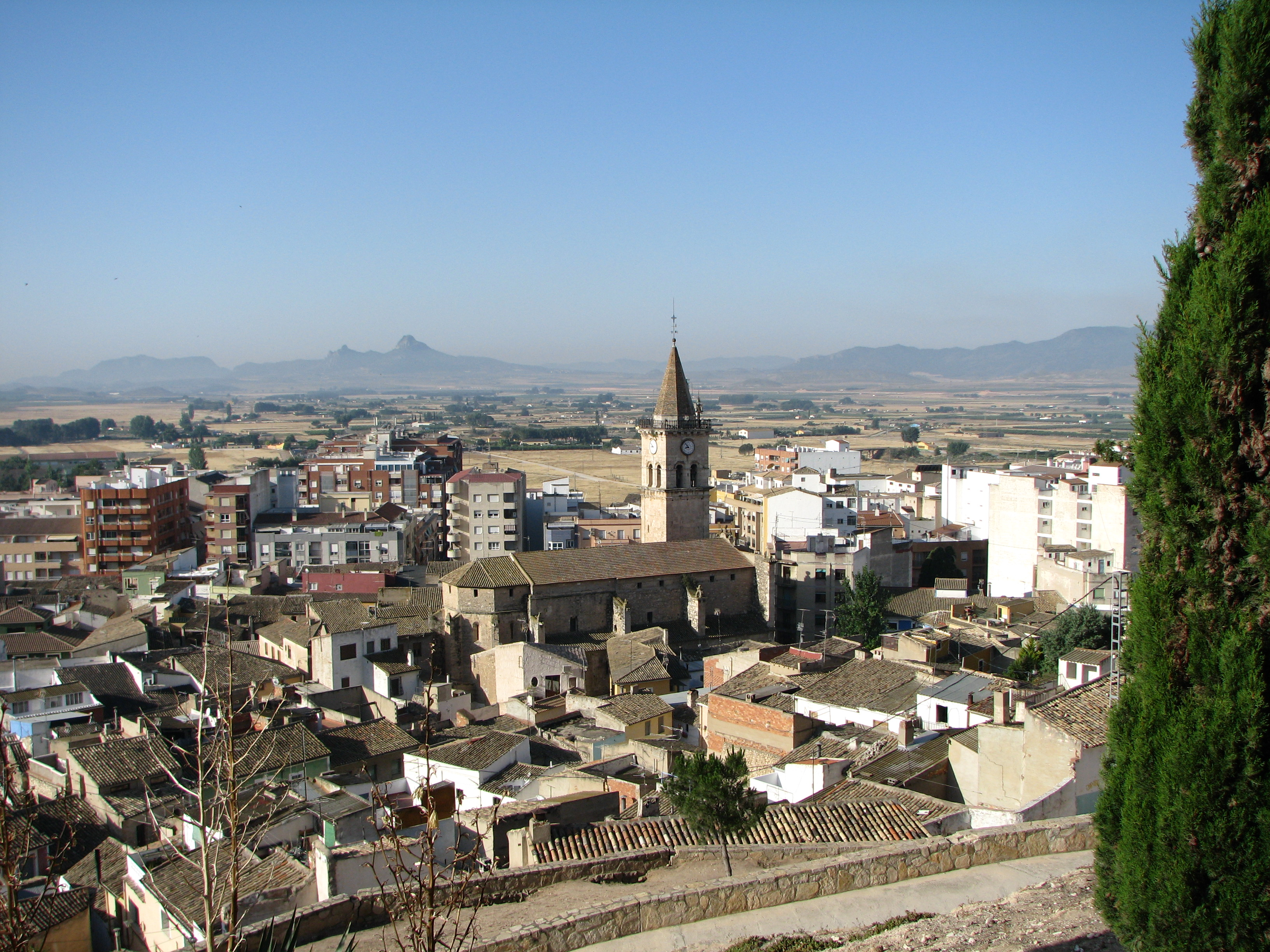
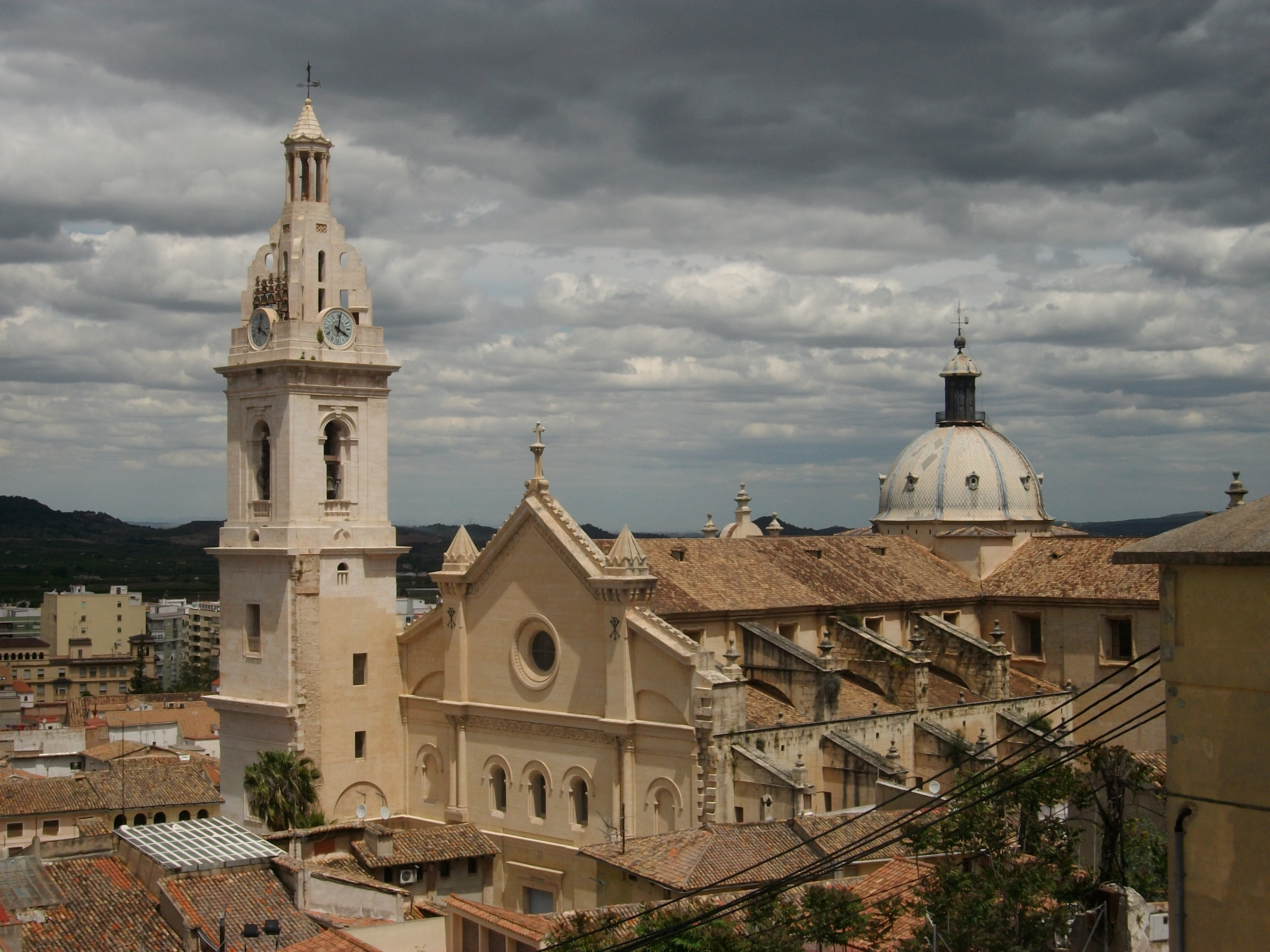